# John Pelling
John Pelling, né le 27 mai 1936 à Londres et mort le 14 juin 2023, est un escrimeur britannique.
Il participe aux Jeux olympiques d'été de 1960 à Rome où il remporte la médaille d'argent dans l'épreuve de l'épée par équipes.

## Palmarès

### Jeux olympiques d'été
- Jeux olympiques de 1960 à Rome (Italie).
  -  Médaille d'argent à l'épée par équipes.